# یواس‌اس ال‌اس‌تی-۹۱۹
یواس‌اس ال‌اس‌تی-۹۱۹ (به انگلیسی: USS LST-919) یک کشتی است که طول آن ۳۲۸ فوت (۱۰۰ متر) می‌باشد. این کشتی در سال ۱۹۴۴ ساخته شد.